# Bernardim Freire de Andrade
Bernardim Freire de Andrade e Castro, plus connu sous les noms de Bernardim Freire ou Bernardino Freire, né le 18 février 1759 à Lisbonne et mort le 17 mars 1809 à Braga au Portugal, est un homme politique, un administrateur et un officier supérieur (oficial general) de l'armée portugaise. Maréchal-de-camp, puis lieutenant-général et gouverneur des Armes de la région militaire de Porto, il est l'un des meneurs de la résistance contre les Français en 1808-1809, et l'un des refondateurs de l'armée portugaise dissoute par Junot. Il meurt pendant la guerre péninsulaire, à la bataille de Braga. Il est le cousin du gouverneur Miguel Pereira Forjaz (1769-1827) et du général Gomes Freire de Andrade (1757-1817).

## Origines et formation
Bernardim Freire naît à Lisbonne le 18 février 1759, pendant la période de despotisme éclairé du marquis de Pombal. Issu d'une vieille famille noble d'officiers, il est le fils de Fernando Martins Freire de Andrade e Castro, chef de lignage (morgado) de la Ribeira do Sado e do Bom Despacho, et de Joana de Lencastre Forjaz, une aristocrate de la haute noblesse de cour. Parmi ses aïeux, le maître-de-camp Bernardino Freire de Andrade s'est distingué au XVIIe siècle comme héros militaire pendant la période de la guerre de Restauration contre l'Espagne. Le fils de ce dernier, Gomes Freire de Andrade (1685-1763) a obtenu le titre de premier comte de Bobadela au terme d'une brillante carrière au Brésil comme gouverneur du Minas Gerais et de Rio de Janeiro (1733-1763). Un de ses cousins éloignés, Gomes Freire de Andrade (1774-1831), troisième comte de Bobadela, finit sa vie comme capitaine de cavalerie, garçon fidalgo et pair du royaume. Son oncle António Ambrósio Pereira Freire de Andrade e Castro est un proche du marquis de Pombal, ambassadeur du Portugal à la cour autrichienne, très actif lors de la campagne contre les jésuites, et père de son général Gomes Freire de Andrade e Castro (1757-1817). Il est également le cousin de D. Miguel Pereira Forjaz, le comte de Feira, de dix ans son cadet.
Destiné à la vie militaire, Bernardim Freire bénéficie de l'éducation traditionnellement donnée à l'époque aux fils de la noblesse. Il commence par fréquenter le collège des Nobles, une institution novatrice créée par le marquis de Pombal, avant de s'engager en 1781 comme cadet dans le régiment d'infanterie de Peniche, rattaché à la garnison de Lisbonne. Son ascension est rapide. Promu aspirant le 25 avril 1782 et intégré dans la 5e compagnie de son régiment, il obtient le grade de lieutenant (tenente) de sa compagnie et de son régiment le 9 octobre de la même année. Poursuivant sa carrière militaire, il est nommé capitaine (capitão) le 27 avril 1787, major (major) le 27 février 1790, et lieutenant-colonel (tenente-coronel) le 24 septembre 1791. Maintenu en poste pendant tout son parcours dans la 5e compagnie du Régiment d'infanterie de Peniche et dans la garnison de Lisbonne, il fait sa carrière en parallèle de son cousin Gomes Freire de Andrade, qui l'a rejoint en 1782.

## Guerre du Roussillon (1793-1795)
Intégré à la 5e compagnie du Régiment d'infanterie de Peniche, Bernardim Freire de Andrade est envoyé en 1793 en Catalogne pour participer à la guerre du Roussillon contre la France révolutionnaire. Devenu officier dans l'Armée Auxiliaire à la Couronne d'Espagne (Exército Auxiliar à Coroa de Espanha), il participe sous l'autorité du général Ricardos aux actions de la campagne du Roussillon contre les forces françaises du général Dagobert et du général Dugommier.

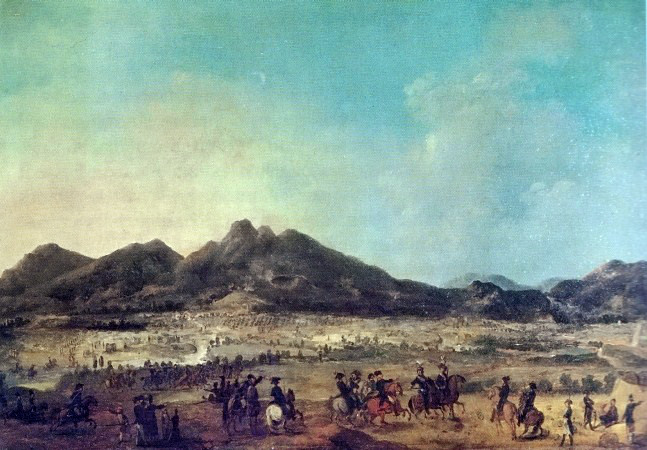
Bataille du Boulou, en mai 1794, pendant la Guerre du Roussillon, entre les troupes luso-espagnoles et les troupes françaises.

Freire de Andrade arrive en Catalogne avec son armée juste après l'éclatante victoire espagnole à la bataille de Trouillas du 22 septembre 1793. Malgré un certain nombre de difficultés, le général Ricardos bat à nouveau les troupes révolutionnaires dans les Aspres, conquiert les localités de Port-Vendres ainsi que le Fort Saint-Elme, dominant ainsi toute la côte roussillonnaise. Très vite, les troupes portugaises prennent part aux opérations. Les régiments de Freire de Andrade et de Cascais chargent les Français avec brio lors de la bataille du 13 décembre 1793. L'armée espagnole appuyée par les Portugais prend Collioure, le 27 décembre. À la fin de l'année, le régiment de Freire de Andrade et celui de Cascais constituent la 2e brigade commandée par Gomes de Andrade, qui prend ses quartiers d'hiver au Boulou. Mais progressivement, le manque de moyens espagnols et une mobilisation massive en France modifient le cours de la guerre. Alors qu'il est parti à Madrid chercher du soutien, le général Ricardos meurt le 13 mars 1794 victime d'une pneumonie. Il est remplacé brièvement par le général Pedro Agustín Girón, puis définitivement par le comte de l'Union Luis Fermín de Carvajal. Peut-être parce qu'il est plus jeune et moins expérimenté que Ricardos, celui-ci connait alors une série de revers.
Le 17 novembre 1794, lors du reflux des troupes hispano-portugaises, le régiment de Freire de Andrade installé dans le cantonnement de La Salud fait face à une attaque des Français, qui attaquent vigoureusement le bataillon espagnol positionné sur la montagne de la Magdalena. Freire de Andrade, qui commande alors son régiment par intérim (son capitaine José Porfírio Rodrigues de Sequeira est blessé), envoie dans un premier temps une compagnie de grenadiers portugais en aide aux Espagnols en difficulté. Mais constatant l'impossibilité de poursuivre sa marche et de rétablir la situation avec le peu de forces dont il dispose, il décide de se retirer dans un réduit proche. La retraite portugaise est rendue extrêmement difficile par le feu permanent des Français, mais aussi par la débandade d'un régiment espagnol totalement désorganisé, qui lui coupe le chemin. Soucieux de rétablir la cohésion de ses troupes, Freire de Andrade s'efforce de regrouper les soldats près des points de ralliement des drapeaux, mais il ne parvient parvient à réunir que 60 hommes, dont certains sont blessés. Jugeant que Freire de Andrade est encore en mesure de retenir les Français dans leur marche, Courton lui ordonne alors de marcher au-devant de l'ennemi, ordre confirmé par le général Forbes. Après avoir traversé la plaine avec les restes du Régiment de Peniche décimé au son des tambours, et fait face aux Français, constatant le manque total de soutien de ses alliés, l'officier portugais décide de se retirer, sans jamais abandonner ses troupes et les drapeaux, en dépit d'une blessure très grave par balle au niveau du bras.
En récompense pour son investissement lors de cette action, il est promu colonel de son régiment le 17 décembre 1794, puis brigadier le 25 janvier 1795. Après la signature du Traité de Bâle le 22 juillet 1795, il revient à Lisbonne, et reste intégré dans la garnison de la capitale.

## Guerre des Oranges (1801)

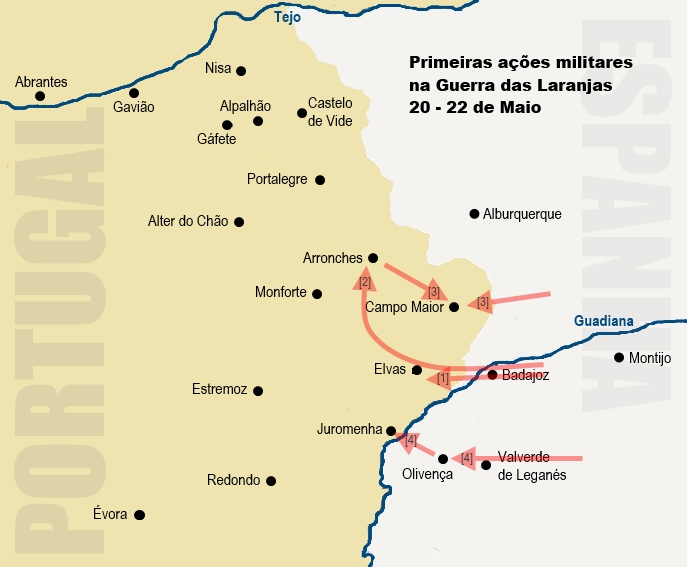
Début des opérations de la Guerre des Oranges.

Alors qu'il est encore brigadier, en 1800, il est nommé au poste prestigieux de gouverneur et capitaine général de la capitainerie de São Paulo, au Brésil. Mais pris dans les évènements qui aboutissent à la guerre des Oranges contre l'Espagne en 1801, avec le retournement d'alliance de Madrid qui s'est alliée à la France, il reste à Lisbonne. Nommé commandant de la brigade de grenadiers et de chasseurs de l'Armée de l'Alentejo, il intervient le 20 mai à la bataille d'Arronches, alors même qu'il a du être remplacé au commandement de la place pour cause de maladie. Averti que les troupes portugaises du général José Cárcome Lobo sont prises au dépourvu par les Espagnols hors des murailles de la ville, Freire de Andrade qui se trouve à Mosteiros envoie un corps de troupes protéger la retraite des forces portugaises mises en difficulté, contribuant à limiter l'ampleur de la défaite. Au terme de la bataille, Freire de Andrade et ses troupes se retirent en direction de Portalegre. À la fin de la guerre, avec la signature du traité de traité de Badajoz (6 juin 1801), il revient à Lisbonne, où il participe à des commissions créées dans le cadre de la réforme de l'armée portugaise, afin de tirer les conséquences de la lourde défaite subie dans la guerre qui vient juste d'opposer les Portugais aux Espagnols. Il insiste notamment avec son cousin Miguel Pereira Forjaz pour que soient formées des unités de chasseurs à pied, mais ses propositions ne sont appliquées que très lentement.

## Membre de laJunte du Gouvernement Suprême du Royaume(juin 1808)
Le 25 février 1807, Freire de Andrade est promu maréchal de camp, et nommé le jour même gouverneur des Armes de la Région Militaire de Porto, une division territoriale militaire stratégique connue à l'époque sous le nom de Parti de Porto (Partido do Porto). Au moment de l'invasion et à l'occupation du Portugal par les forces françaises commandées par le général Jean-Andoche Junot, les Portugais reçoivent l'ordre du prince régent Jean VI de ne pas résister frontalement à l'agresseur. N'étant d'aucune utilité à son poste, Freire de Andrade demande au Conseil de Régence son retrait de la vie militaire, qu'il obtient. Il se retire alors à Coimbra avec son cousin D. Miguel Pereira Forjaz, tout en restant attentif à la suite des évènements.

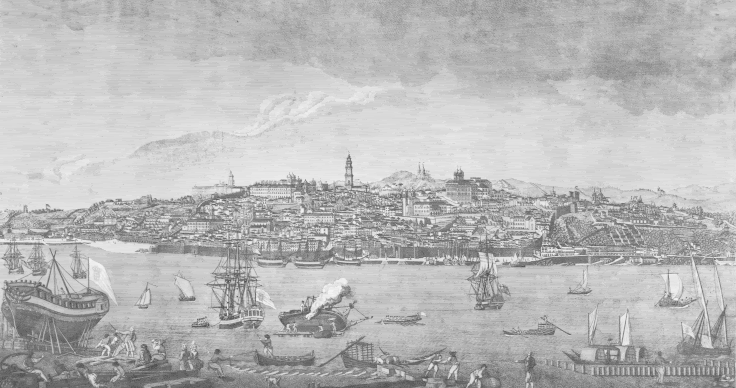
La ville Porto, où Freire de Andrade exerce la fonction de gouverneur des Armes de 1807 à 1809.

Le 13 décembre 1807, une première émeute à Lisbonne est violemment réprimée par les Français. En réaction, des foyers de rébellion naissent un peu partout dans le pays. Des pamphlets commencent à circuler, des groupes d'hommes attaquent puis dévalisent les sentinelles françaises et tuent les soldats isolés. La répression s'accroit. Pour contenir le mouvement, le secrétaire d’État François Herman fait fusiller ou emprisonner à tour de bras. Afin d couper court à toute résistance institutionnelle ou populaire, le 22 décembre 1807, Napoléon ordonne le licenciement officiel de l'armée portugaise. Conformément à ses ordres, Junot dissout les forces armées du pays et confisque tout leur matériel militaire, détruisant la plupart des armes. Le 11 janvier, il publie le décret de dissolution des centaines de milices et d'ordonnances qui quadrillent le pays, auxquelles appartiennent tous les hommes de 18 à 60 ans. N'ayant plus d'existence légale, ces organisations pluriséculaires basculent alors dans la clandestinité. Dans la foulée, le 16 janvier 1808, le général français fait paraître le décret de formation de la Légion portugaise napoléonienne, dans laquelle il enrôle 10 000 anciens soldats et officiers de l'armée portugaise, et dont le chef est le marquis d'Alorna. Poursuivant son travail de mise à bas des institutions portugaises, le 1er février 1808, Junot dissout le Conseil de Régence et le remplace par un conseil militaire qu'il préside lui-même. Le même jour, il fait proclamer la destitution de la Maison royale de Bragance. En mars, les troupes de la Légion portugaise napoléonienne quitte le pays pour la France. Parallèlement à leur départ, Junot prend des mesures pour faire surveiller les officiers portugais qui restent dans le pays.
Des crispations et des signes de résistance se manifestent dans tout le pays dès mars-avril. Au printemps, les Portugais tentent une première révolte en coordination avec l'escadre de l'amiral anglais Cotton, qui bloque l'estuaire du Tage. Mais le manque de moyens et de préparation des insurgés se solde par un désastre. Le 2 mai 1808, Freire de Andrade est encore à Coimbra lorsque Madrid entre en rébellion contre l'occupant français. Très vite, le soulèvement de l'Espagne provoque une insurrection générale du Portugal. Le mouvement commence le 11 juin 1808 dans le Nord du pays avec la révolte de Trás-os-Montes, menée par le lieutenant-colonel Manuel Jorge Gomes de Sepúlveda. En 10 jours, il s'étend comme une traînée de poudre, ralliant Viana do Castelo, Guimarães, Caminha et Porto où, le 18 juin, la population se soulève de nouveau et met en place une Junte du Gouvernement Suprême du Royaume. L'Assemblée est présidée par l'évêque de Porto, António José de Castro, mais regroupe des représentants de l’Église, du peuple, de la magistrature et de l'armée. L'insurrection s'étend au sud du Douro, à Viseu, Lamego, Guarda, Castelo Branco, Aveiro et Coimbra. Dans le sud du pays, le 19 juin, la révolte d'Olhão libère Faro. Le même jour, Vila Viçosa lance la révolte en plein cœur de l'Alentejo. Le 23 juin, les troupes françaises se retirent de l'Algarve. Le même jour, le vice-recteur de l'université de Coimbra Manuel Pais de Aragão Trigoso institue et prend la présidence d'un gouvernement civil fidèle au prince régent Jean VI. Les insurgés sollicitent alors le général Bernardim Freire de Andrade au poste de gouverneur des Armes. Porté par l'insurrection, Freire de Andrade quitte Coimbra et se rend à Porto où il reprend le commandement militaire pour lequel il a été nommé en 1807. Sur place, il intègre avec son cousin Miguel Pereira Forjaz la Junte du Gouvernement Suprême du Royaume, à des postes à haute responsabilité. Pendant ce temps, la révolte se poursuit. Le 27 juin, le Bataillon Académique de Coimbra se lance sur Figueira da Foz et reprend le fort de Santa Catarina aux Français, offrant un port sécurisé aux alliés britanniques.

## Commandant de l'Armée d'Opérations de l'Estrémadure (1808-1809)

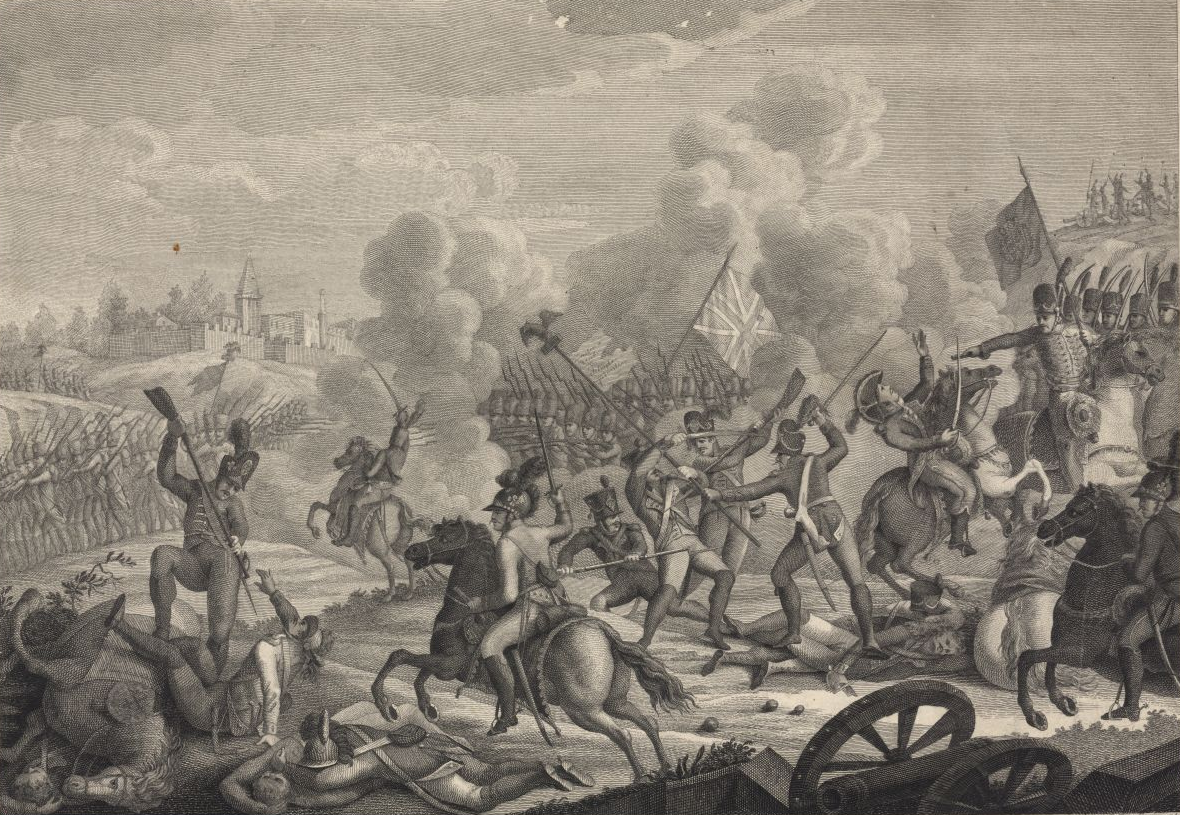
Bataille de Vimeiro, que l'armée d'Opérations de Freire de Andrade contribue à préparer en protégeant le flanc gauche de l'armée anglo-portugaise de Wellesley.

Devenus membres de la Junte du Gouvernement Suprême du Royaume, dès l'été 1808, Freire de Andrade et son cousin le gouverneur D. Miguel Pereira Forjaz prennent des mesures rapides pour recréer et réorganiser les forces armées du Portugal. Alors que Forjaz s'occupe de l'aspect administratif, Freire de Andrade gère l'aspect pratique. Fort de ses pouvoirs, le maréchal de camp met sur pied une Commission militaire et lance des impôts pour faire face aux dépenses de guerre. Parallèlement, une commission de la Junte se rend à Londres afin d'obtenir l'aide militaire des Britanniques. Sur le terrain, les insurgés portugais s'efforcent de mettre la main sur le matériel des régiments dissous par Junot qu'il est encore possible de récupérer. Grâce au laboratoire de l'université de Coimbra, ils parviennent à résoudre le problème de la fabrication de la poudre et des munitions. Très vite, avec le peu d'hommes et d'armes disponibles dans la ville de Porto et ses environs, Freire de Andrade met sur pied une petite force qu'il nomme Armée d'Opérations de l'Estrémadure (Exército de Operações da Estremadura), constituée de 6 à 10 000 hommes. Parmi les officiers qui le rejoignent, figurent notamment le général Francisco da Silveira Pinto da Fonseca Teixeira, et le jeune João Carlos de Saldanha Oliveira e Daun, futur duc de Saldanha et maréchal du Portugal. Prenant la tête des troupes, le commandant en chef Freire de Andrade entame sa descente vers Lisbonne, où se trouve Junot. Le 5 août, il arrive à Coimbra. Le 7 août, il est rejoint à Montemor-o-Velho par Arthur Wellesley, tout juste débarqué, qui souhaite discuter avec lui au sujet de l'intendance et de la meilleure route à prendre pour Lisbonne. Lors de leur rencontre, Wellesley juge les soldats de Freire de Andrade « courageux, volontaires et patriotes », mais mal entraînés, indisciplinés et sous équipés. Avec le départ d'une partie de l'état-major portugais vers le Brésil et vers la Légion portugaise napoléonienne, ils manquent par ailleurs cruellement d'encadrement.
Les deux hommes ne parviennent pas à se mettre d'accord l'itinéraire et sur le commandement unique souhaité par les Anglais, Freire de Andrade refusant catégoriquement de joindre toutes ses forces à celles de Wellesley, mais ils coordonnent cependant en partie leurs troupes et leurs opérations. Lors de la rencontre des deux armées à Leiria le 10 août, des forces portugaises sont détachées et agrégées à l'armée britannique. Les troupes de Wellington reçoivent le renfort de 3 régiments de cavalerie composés de 258 hommes, des 58 hommes de la cavalerie de police de Lisbonne, d'un bataillon de chasseurs de 569 hommes et de 1 509 hommes de trois régiments d'infanterie de ligne, pour un total de 2 592 hommes. Tous sont regroupés dans un corps unique appelée le Détachement portugais (Destacamento português), placé sous le commandement de l'agent militaire (Militay Agent) Nicholas Trant (pt), un officier britannique en service dans l'armée portugaise (jusqu'alors sous l'autorité de Freire de Andrade) dans laquelle il dispose du grade de lieutenant-colonel (Tenente-Coronel),. En échange, Wellesley donne des armes, 5000 mousquets, et des approvisionnements aux troupes de Freire de Andrade, afin de compenser le matériel confisqué quelques semaines auparavant par Junot.
Après Leiria, Wellesley et Freire de Andrade empruntent deux itinéraires différents, mais complémentaires. Alors que Freire de Andrade descend vers Lisbonne en prenant la route intérieure de Leiria et Santarém, protégeant le flanc gauche des Anglais, Wellesley choisit la route en bord de mer, proche de ses sources d'approvisionnement, avec le détachement portugais de Trant. Tout au long de la descente vers le sud, la petite Armée de Freire de Andrade effectue une série d'interventions décisives sur le flanc gauche de Wellesley. Ses attaques, coordonnées avec celles des troupes du général Manuel Pinto de Morais Bacelar, empêchent notamment la jonction des corps d'armée de Loison, envoyées par Junot afin de renforcer les effectifs de Delaborde. Bien que deux fois plus nombreuses, les troupes ennemies s'efforcent de rester à distance, sur le flanc gauche des Portugais. En retardant les armées françaises, les actions menées par Freire de Andrade contribuent de façon décisive aux succès des armées anglo-portugaises de Wellington à la bataille de Roliça le 17 août 1808 et à la bataille de Vimeiro le 21 août 1808. Juste après cette dernière, Wellesley demande à Freire de Andrade par l'entremise du lieutenant Manuel Ferreira Samento d'attaquer l'arrière-garde française afin de parer à une attaque probable. Alors que le général Kellermann accepte d'entrer en négociations, le 22 août, l'armée portugaise d'Opérations de Freire de Andrade fait à nouveau jonction avec l'armée anglo-portugaise de Wellesley près de Vimeiro.

## Tensions avec l'état-major britannique et retour à Porto
En dépit de l'importance de ses actions, des tensions apparaissent au moment de la victoire entre Freire de Andrade et les Britanniques. Alors que Junot reconnaît sa défaite et accepte une capitulation sans conditions, le général Hew Dalrymple accorde aux Français des conditions bien plus avantageuses que celles qu'ils auraient pu espérer. Par la très contestée Convention de Sintra, le général britannique s'engage à faire transporter l'armée vaincue en France, au complet, avec ses canons et équipements, et même le butin qu'elle a pris au Portugal. Moins gradé que Dalrymple, Wellesley s'oppose en vain. Freire de Andrade est absent. Au moment où il arrive à Torres Vedras, les principes de l'accord sont arrêtés sans qu'il ait eu son mot à dire. Furieux, il proteste également, sans plus d'effets. De leur côté, les Anglais décident de rester dans une position de semi-occupation du territoire, campés dans certaines des plus importantes places fortes du pays, renforçant encore l'indignation et les protestations de Freire de Andrade. Les Britanniques et leurs partisans ont alors une attitude de défiance vis-à-vis de l'officier portugais. Le refus de Freire de Andrade de joindre ses troupes aux forces de Wellesley et certaines de ses décisions politiques notamment sont controversées.
Après la signature de la Convention de Sintra le 30 août 1808 et l'évacuation de l'armée française, Freire de Andrade retourne à Porto. Entretemps, l'armée d'Opérations de l'Estrémadure est dissoute et intégrée dans l'armée portugaise reformée. Installé à Porto, Freire de Andrade assume le commandement des forces de Porto et du Minho, qui se préparent à défendre le pays face à une probable seconde invasion des Français, et à soutenir les forces espagnoles pour expulser les armées napoléoniennes de la péninsule Ibérique. Alors qu'il est à son poste de gouverneur militaire de Porto, le 2 octobre 1808, il est promu lieutenant-général (tenente-general), le plus haut grade à l'époque pour un officier de l'armée portugaise,. Au début de l'année 1809, il reçoit l'ordre du Conseil de Régence de défendre la frontière du Minho au moment où commence la seconde invasion du Portugal par l'armée du maréchal Jean-de-Dieu Soult.

## Lieutenant-général de l'armée portugaise pendant la deuxième invasion française du Portugal
Ayant écrasé les armées espagnole et anglaise de Moore à la bataille de La Corogne, et après avoir vaincu les troupes du marquis de La Romana lors du combat de Monterrey le 5 mars, les troupes françaises entament leur descente vers le Portugal. Les forces portugaises sont alors réparties en deux points. À la suite de la retraite des forces espagnoles du marquis de La Romana, le brigadier Silveira, gouverneur militaire de Trás-os-Montes, est placé seul face à l'envahisseur dans la région de Monterrey. Plus loin, à quelques dizaines de kilomètres, l'autre partie de l'armée portugaise se trouve à Braga et à Porto sous le commandement de Freire de Andrade, avec l'ordre de ne pas se joindre à Silveira. Le 30 janvier 1809, Freire de Andrade sort de Porto à la tête d'une petite armée désorganisée de recrues volontaires et de miliciens, avec des ordres du Conseil de Régence indiquant les points à défendre. En face, Soult aligne une armée de 22 000 soldats très expérimentés, dont 3 000 cavaliers. L'avancée des Français, trop rapides, ne permet pas à Freire de Andrade de protéger les positions indiquées par la Régence. Toutefois, pendant le mois de février, le lieutenant-général parvient à éviter que les forces de Soult ne traversent le fleuve Minho, à Vila Nova de Cerveira et Caminha. L'invasion de Trás-os-Montes ne commence qu'en mars.

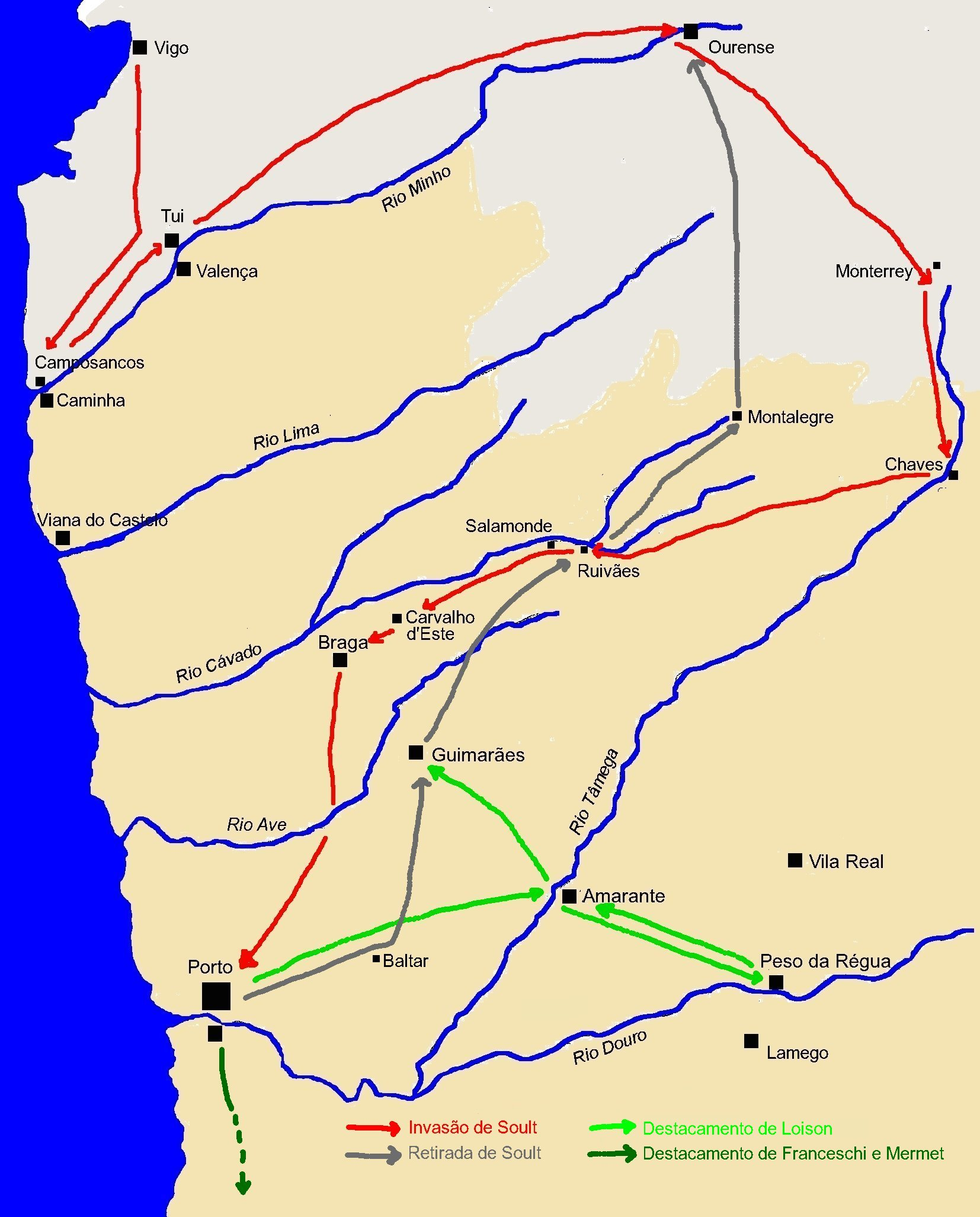
Principaux mouvements des forces françaises lors de la 2e Invasion Française du Portugal.

Au début du mois de mars 1809, l'avant-garde de l'armée portugaise commandée par le général Bernardim Freire de Andrade occupe et sécurise des points stratégiques le long de la frontière luso-espagnole. Le 6 mars, les troupes de Soult arrivent dans la petite ville galicienne de Verín, au sortir de laquelle commence un défilé qui conduit à la frontière de Tras-os-Montes. Le 7 mars, elles forcent les 4 000 soldats portugais installés sur la position à se retirer, puis elles prennent la ville galicienne de Villarelos au terme de la Bataille du défilé de Verín. Le 10 mars, les Français forcent à nouveau les Portugais à la retraite lors de la bataille de Feces de Abaxo. Révoltées de devoir reculer, et influencées par la population locale, les troupes de miliciens deviennent incontrôlables. Les tensions entre les soldats inexpérimentés et indisciplinés et les officiers provoquent une mutinerie de la division entière du général Silveira, qui favorise la victoire française à Chaves. Après avoir obligé les forces du brigadier Silveira à se retirer de São Pedro vers Vila Real, le maréchal Soult s'attaque à Chaves, qu'il parvient à prendre 12 mars. La ville devient sa base pour les futures opérations au Portugal. Fort de l'expérience de Junot, dont l'armée avant peiné pour traverser le pays en 1807, le maréchal français décide de poursuivre vers Porto à travers la Serra da Cabreira et de suivre la vallée du Cávado en passant par Ruivães et Salamonde. Ce faisant, il espère éviter les forces du général Silveira et contourner un territoire trop facile à défendre. Dans ses plans, après Salomonde, les troupes françaises doivent rejoindre Braga et ensuite avancer sur une route en bon état jusqu'à Porto.
Ayant compris les plans de Soult, Freire de Andrade tente encore, à l'occasion de missions de reconnaissance entre Braga e Ruivães, de choisir un lieu adapté pour monter une ligne de défense. Mais ses actions sont freinées par d'immenses difficultés, à commencer par l'indiscipline qui règne au sein de son armée. Le lieutenant-général, qui dispose de peu d'hommes, se contente alors de poster des sentinelles sur les positions de Ruivães et de Salamonde dont les défenses sont solides. Soucieux de renforcer ses effectifs, il demande de l'aide à l'évêque de Porto placé à la tête de la Junte Suprême et à la régence de Lisbonne. L'évêque lui envoie le 2e bataillon de la Légion Royale lusitanienne commandée par le baron d'Eben, mais les renforts envoyés depuis Lisbonne par le Conseil de Régence, consistant en deux bataillons, tardent à traverser le Douro. En l'absence de forces suffisantes, Freire de Andrade s'est mis d'accord avec le reste de l'état-major pour ne pas s'engager imprudemment, et se retirer avec lenteur devant Soult, jusqu'à ce que, réuni au corps d'armée qui est chargé de couvrir de Porto, il puisse, de concert avec ces dernières troupes, tenter plus sûrement d'arrêter les progrès de l'armée française. Cette stratégie, dictée par la disproportion de forces, est conforme à la tactique prudente des généraux anglais. Elle doit permettre aux Portugais d'amener les troupes françaises sur leur propre terrain qu'ils connaissent mieux, de les fatiguer tout au long de leur marche et des escarmouches, et de les affronter avec l'aide des fortifications et de l'artillerie des villes permettant une compensation d'effectifs.
Peu confiant dans ses troupes, indisciplinées et mal équipées, Freire de Andrade décide donc d'envoyer vers l'arrière l'artillerie et les vivres afin de rejoindre les forces chargées de la défense de Porto. Mais ce repli, visant à permettre la jonctions des différents corps d'armée portugais, est vu comme une trahison par la population locale et ses soldats, notamment les membres des milices et des unités vaincues lors des batailles du défilé de Verínd et feces de Abaixo de qui brûlent d'en découdre avec l'envahisseur. Influencés par les ragots et les rumeurs, peut-être aussi manipulés par des officiers anglais qui craignent l'influence et l'indépendance de Freire de Andrade, ses hommes en armes finissent par croire que leur supérieur se retire pour ouvrir le chemin aux Français. Ils organisent alors une mutinerie et l'emprisonnent pour collaboration avec l'ennemi.

## L'assassinat par des miliciens du Nord pendant la bataille de Braga

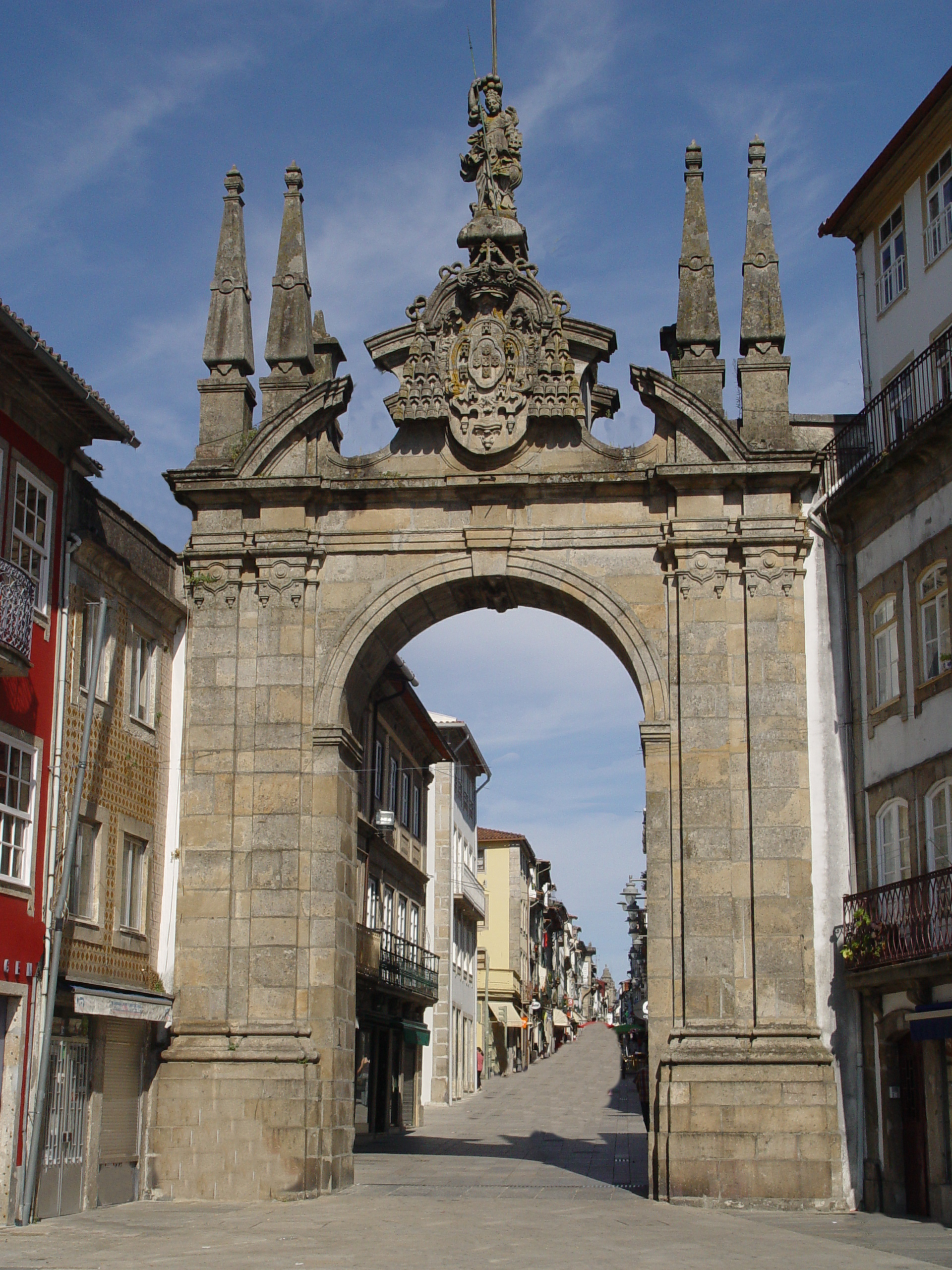
Braga, où Freire de Andrade meurt assassiné

Alors que Freire de Andrade est emprisonné par les mutins, conformément à ses plans, le 14 mars, Soult lance ses corps d'armée de Chaves vers Braga. Il envoie également un détachement en direction de Vila Real pour tenir éloignées les forces du général Silveira. Le corps de cavalerie de Franceschi et la division de Delaborde avancent, se débarrassant facilement des foyers de résistance rencontrés jusque dans les plus petits villages. La population est galvanisée. Parmi les combattants, les Français trouvent aussi bien des hommes que des femmes, des jeunes, des vieux, des hommes d'église et des paysans.
Dans cette ambiance électrique, Freire de Andrade, qui est accusé de collaboration avec l'ennemi, devient l'objet de toutes les haines et de toutes les frustrations. Il parvient à s'échapper une première fois avec l'aide d'António Bernardo da Silva, un commandant d'ordonnances, qui parvient à apaiser les mutins et à le faire libérer. Mais celui-ci n'est pas en mesure de s'opposer lorsque des groupes de miliciens et de paysans en armes se présentent afin de lyncher le lieutenant-général. Averti des évènements, l'officier prussien Christian Adolph Friedrich Eben, plus connu sous le nom de baron d'Eben, qui commande un régiment britannique cantonné à Porto, paye alors une rançon aux soldats mutinés et demande à emmener Freire de Andrade à l'abri dans sa caserne. Immédiatement entouré par une foule qui exige qu'on le lui remette, Eben décide en désespoir de cause d'envoyer son collègue en prison à Braga. Mais la petite escorte qu'il affecte à la mission n'est pas suffisante pour contenir la population, et le même jour, le 17 mars 1809, Freire de Andrade est assassiné par une foule déchaînée près de la prison de Braga, en même temps que son quartier-maître le général Custódio José Gomes Vilas Boas, également lynché par des miliciens qui l'accusent d'avoir pactisé avec l'ennemi.
Pendant ce temps, les combats qui se poursuivent tournent à l'avantage des Français. Dans le village de Carvalho d'Este, à un peu moins de 10 km de Braga, sur les collines qui dominent chaque côté de la route, une troupe désorganisée et hétérogène de près de 25 000 Portugais tente d'arrêter l'avancée des soldats de Junot malgré ses faibles moyens. Trois jours après l'assassinat de Freire de Andrade, l’affrontement touche à son terme. La bataille de Carvalho d'Este, le 20 mars 1809, est rapidement remportée par les troupes françaises qui s'emparent alors de Braga.

## Réhabilitation et enterrement
Sept mois plus tard, le 21 octobre 1809, une fois les doutes sur sa supposée trahison dissipés, Freire de Andrade est réhabilité et enterré en bonne et due forme, avec des cérémonies religieuses pour sa mort. Il est aujourd'hui considéré comme l'une des grandes figures portugaises de la résistance aux Français pendant la Guerre péninsulaire.

## Conséquences
L'assassinat de Freire de Andrade, figure majeure de la résistance aux Français, officier supérieur promu et décoré à plusieurs reprises par la Couronne, a sans doute un écho considérable auprès des autorités portugaises et britanniques. Averti de l'indiscipline récurrente des soldats, alors même que Freire de Andrade est malmené par ses hommes, le prince régent Jean VI de Portugal place les 7 et 15 mars 1809 les forces armées portugaises de la métropole sous le commandement suprême du major-général Anglais William Carr Beresford, qui est nommé généralissime, avec le titre de maréchal du Portugal. Rapidement, profitant de la réforme initiée par Freire de Andrade et Pereira Forjaz, celui-ci réorganise et modernise en profondeur l'armée portugaise. Son but est de l'adapter rapidement au service de campagne de l'armée britannique, et d'y rétablir la discipline, avec une autorité forte, incontestée.
Afin de pallier l'absence de commandement qualifié et de renouveler les cadres de l'armée du Portugal, souvent trop âgés et inefficaces, Beresford recourt à des officiers britanniques pour encadrer les troupes portugaises, ayant les pleins pouvoirs pour nommer et démettre (hire and fire) ses subordonnés. De nombreux officiers britanniques viennent à cette occasion prêter main-forte à l'armée portugaise afin de former ses troupes et ses nouveaux cadres. Beresford crée les dépôts de recrutement de Peniche, Mafra et Salvaterra. Il organise la distribution d'armes nouvelles et d'équipements. Il impose aux Portugais un entraînement « à la prussienne » (à prussiana), et des manœuvres « à l'anglaises » (à inglesa). Il introduit les « Ordres du Jour » (Ordens do Dia) pour informer les soldats des armées et améliorer la discipline.
Désirant imposer son autorité et tenant de l'avancement au mérite, Beresford fait preuve d'une poigne de fer. Il émet des mandats de prison et d'exécution sommaire, sans jugement en tribunal militaire, ainsi que des félicitations et des promotions au mérite. João Pedro Ribeiro le qualifie de « modérateur et animateur de l'armée » (moderador e animador do exército).

## Promotions et unités
| Grade                                                           | Unités ou armées                                                         | Date                            |
| --------------------------------------------------------------- | ------------------------------------------------------------------------ | ------------------------------- |
| Lieutenant-général                                              | Armée portugaise (Exército português)                                    | 2 octobre 1808                  |
| Commandant en chef                                              | Armée d'Opérations de l'Estrémadure                                      | 22 juillet 1808                 |
| Maréchal-de-camp                                                |                                                                          | 25 février 1807                 |
| Gouverneur des Armes de la région militaire de Porto            | Parti de Porto                                                           | 25 février 1807                 |
| Commandant                                                      | Brigade de grenadiers et de chasseurs de l'Alentejo                      | Mai-juin 1801                   |
| Gouverneur et capitaine général de la capitainerie de São Paulo | Est empêché de partir par le début de la guerre des Oranges (1801)       | 1800                            |
| Brigadier                                                       |                                                                          | 25 janvier 1795                 |
| Colonel                                                         | 13e Régiment d'infanterie de Peniche, garnison de Lisbonne               | 17 décembre 1794                |
| Lieutenant-colonel                                              | Armée Auxiliaire à la Couronne d'Espagne                                 | 9 novembre 1793-22 juillet 1795 |
| Lieutenant-colonel                                              | 13e Régiment d'infanterie de Peniche, garnison de Lisbonne               | 24 septembre 1791               |
| Major                                                           | 13e Régiment d'infanterie de Peniche, garnison de Lisbonne               | 27 avril 1790                   |
| Capitaine                                                       | 5e Compagnie, 13e Régiment d'infanterie de Peniche, garnison de Lisbonne | 27 février 1787                 |
| Lieutenant                                                      | 5e Compagnie, 13e Régiment d'infanterie de Peniche, garnison de Lisbonne | 9 octobre 1782                  |
| Aspirant                                                        | 5e Compagnie, 13e Régiment d'infanterie de Peniche, garnison de Lisbonne | 25 avril 1782                   |
| Cadet                                                           | 13e Régiment d'infanterie de Peniche, garnison de Lisbonne               | 1781                            |